# Георгије Илић
Георгије Илић (13. мај 1995, Рума) српски је фудбалер.

## Каријера
Поникао је у екипи ФК Војводине из Новог Сада, за чији први тим је дебитовао на утакмици против мађарског Хонведа у квалификацијама за УЕФА лигу Европе 2013/14..